# Курганное (Симферопольский район)
Курга́нное (до 1948 года Улу́-Чокра́к; укр.  Курганне, крымскотат. Ulu Çoqraq, Улу Чокъракъ) — село в Симферопольском районе Республики Крым, входит в состав Родниковского сельского поселения (согласно административно-территориальному делению Украины — Родниковского сельского совета Автономной Республики Крым).

## Население
| 2001 | 2014 |
| ---- | ---- |
| 667  | ↘651 |

Всеукраинская перепись 2001 года показала следующее распределение по носителям языка
| Язык             | Процент |
| ---------------- | ------- |
| русский          | 55,92   |
| крымскотатарский | 28,34   |
| украинский       | 14,84   |
| другие           | 0,45    |

### Динамика численности
| - 1918 год — 43 чел. - 1926 год — 68 чел. - 1939 год — 111 чел. - 1989 год — 658 чел. | - 2001 год — 667 чел. - 2009 год — 615 чел. - 2014 год — 651 чел. |

## Современное состояние
В Курганном 8 улиц, площадь, занимаемая селом, 43 гектара, на которой в 160 дворах, по данным сельсовета на 2009 год, числилось 615 жителей.

## География
Село Курганное расположено в центре района, в степной зоне Крыма, примерно в 22 км (по шоссе) на северо-запад от Симферополя, в 1 километре севернее шоссе 35-К-004 Симферополь — Евпатория (Р-25 украинской классификации), высота центра села над уровнем моря — 156 м. Ближайшая железнодорожная станция Симферополь Грузовой — примерно в 11 километрах. Соседние сёла: вплотную примыкающие южнее Новый Мир, в 2 км к юго-западу Школьное и, за Новым Миром, Родниково, также в 2 километрах.

## История
Лютеранское село Улу-Чокрак, или Фридрихсфельд, было основано выходцами из беловежских колоний в 1906 году на 800 десятинах собственной земли в Камбарской волости Евпаторийского уезда. В Статистическом справочнике Таврической губернии 1915 года его ещё нет, а согласно энциклопедическому словарю Немцы России в 1918 году деревню населяло 43 жителя и на карте 1922 года село уже обозначено.
После установления в Крыму Советской власти, по постановлению Крымревкома от 8 января 1921 года была упразднена волостная система и село включили в состав вновь созданного Сарабузского района Симферопольского уезда, а в 1922 году уезды получили название округов. 11 октября 1923 года, согласно постановлению ВЦИК, в административное деление Крымской АССР были внесены изменения, в результате которых был ликвидирован Сарабузский район и образован Симферопольский и село включили в его состав. Согласно Списку населённых пунктов Крымской АССР по Всесоюзной переписи 17 декабря 1926 года, в селе Улу-Чокрак, в составе упразднённого к 1940 году Картмышик-Немецкого сельсовета Симферопольского района, числилось 19 дворов, все крестьянские, население составляло 68 человек, из них 56 немцев, 10 армян и 2 русских. К 1939 году в селе было 111 жителей. По данным всесоюзной переписи населения 1939 года в селе проживало 111 человек. Вскоре после начала Великой Отечественной войны, 18 августа 1941 года крымские немцы были выселены, сначала в Ставропольский край, а затем в Сибирь и северный Казахстан.
После освобождения Крыма от фашистов, 12 августа 1944 года было принято постановление № ГОКО-6372с «О переселении колхозников в районы Крыма» и в сентябре 1944 года в район приехали первые новосёлы (214 семей) из Винницкой области, а в начале 1950-х годов последовала вторая волна переселенцев из различных областей Украины. С 25 июня 1946 года Улу-Чокрак в составе Крымской области РСФСР. Указом Президиума Верховного Совета РСФСР от 18 мая 1948 года, Улу-Чокрак (в указе — Чурюк-Чокрак, как на карте 1942 года) переименовали в Курганное. 26 апреля 1954 года Крымская область была передана из состава РСФСР в состав УССР. Время включения в состав Родниковского сельсовета пока не установлено (возможно, в 1954 году, когда был образован Родниковский сельсовет): на 15 июня 1960 года село уже числилось в его составе.
Указом Президиума Верховного Совета УССР «Об укрупнении сельских районов Крымской области», от 30 декабря 1962 года Симферопольский район был упразднён и село присоединили к Бахчисарайскому. 1 января 1965 года, указом Президиума ВС УССР «О внесении изменений в административное районирование УССР — по Крымской области», вновь включили в состав Симферопольского. По данным переписи 1989 года в селе проживало 658 человек. С 12 февраля 1991 года село в восстановленной Крымской АССР, 26 февраля 1992 года переименованной в Автономную Республику Крым. С 21 марта 2014 года в составе Крыма аннексировано Россией.